# Московский международный кинофестиваль 1965

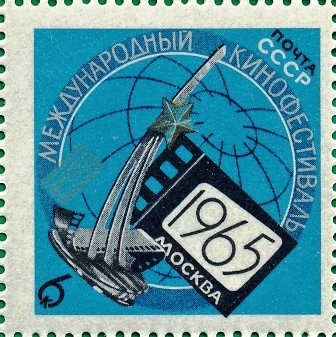
Почтовая марка СССР. 1965. IV Международный кинофестиваль в Москве. Эмблема кинофестиваля. Номер в каталоге ЦФА 3229

Четвёртый Московский международный кинофестиваль состоялся в 1965 году. Открылся 5 июля 1965 года.

## Жюри
Герасимов Сергей — Председатель жюри
Члены жюри:
- Велько Булайич — режиссёp СФРЮ
- Зольтан Варконьи — режиссёp ВНР
- Марина Влади — актриса Франция
- Мирча Дрэган — режиссёp СРР
- Радж Капур — актёр, режиссёp Индия
- Григорий Козинцев — режиссёp СССР
- Иржи Марек — писатель, сценарист ЧССР
- Чеслав Петельский — режиссёp ПНР
- Кёхико Усихара — режиссёp Япония
- Леонардо Фьораванти — кинокритик, директор Экспериментального киноцентра в Риме Италия
- Фред Циннеман — режиссёp США
- Камиль Ярматов — режиссёp СССР

## Фильмы-участники
- «Актеон[вд]» / Acteon (Испания, реж. Хорхе Грау[вд])
- «Белый мавр[вд]» / «Если бы я был белым арапом» / De-as fi… harap alb (РНР, реж. Ион Попеску-Гопо)
- «Большие гонки» / The great race (США, реж. Блейк Эдвардс)
- «Брак по-итальянски» / Matrimonio all’italiana'(Италия-Франция, реж. Витторио де Сика)
- «Война и мир» (СССР, реж. Сергей Бондарчук)
- «Двадцать часов[вд]» / Husz ora (ВНР, реж. Золтан Фабри)
- «Девушка Тине[вд]» / Tine (Дания, реж. Кнуд Лейф Томсен)
- «Дорогая» / Darling (Великобритания, реж. Джон Шлезингер)
- «Дружба[вд]» / Dosti (Индия, реж. Сатьен Бос[вд])
- «Дружба дружбой[вд]» / Тус биш ус (МНР, реж. Дэжидийн Жигжид)
- «Изгнанный из рая[вд]» / … (ОАР, реж. Фатин Абдель Вахаб[вд])
- «Любовь и ненависть[вд]» / Ask ve kin (Турция, реж. Тургут Демираг[вд])
- «Мой дом — Копакабана» / Mitt hem är Copacabana (Швеция, реж. Арне Суксдорф)
- «Молодой боец» / Người chiến sĩ trẻ (ДРВ, реж. Хай Нинь, Нгуен Дык Хинь)
- «Молодые хотят жить[вд]» / О неой телун на дзисун (Греция, реж. Никос Цимас[вд])
- «Небо над головой[вд]» / Le ciel sur la tetе (Франция-Италия, реж. Ив Чампи)
- «Ничейная земля[вд]» / … (Индонезия, реж. А. Суравиджая[вд])
- «Один день в моём дворе» / Un dia en el solar (Куба, реж. Эдуардо Мане)
- «Они шли за солдатами» / «Солдатские девки» / Le soldatesse (Италия-СФРЮ-Франция-ФРГ, реж. Валерио Дзурлини)
- «Отец солдата» (СССР, реж. Резо Чхеидзе)
- «Покушение» / Atentat (ЧССР, реж. Иржи Секвенс)
- «Помни» / «Стеклянная клетка[вд]» / Ха-клув хазехухит (Израиль-Франция, реж. Филипп Артюи[вд])
- «Приключения Вернера Хольта» / Die Abenteuer des Werner Holt (ГДР, реж. Йоахим Кунерт[вд])
- «Прометей с острова Вишевице» / Prometej s otoka Visevice (СФРЮ, реж. Ватрослав Мимица)
- «Разиня» / Le corniaud (Франция, реж. Жерар Ури)
- «Разрешение на брак[вд]» / Вула (НРБ, реж. Никола Корабов)
- «Рука об руку[вд]» / «Дети, взявшись за руки» (Япония, реж. Сусуму Хани)
- «Рынок цветов[вд]» / La pergola de las flores (Аргентина-Испания, реж. Роман Виньоли Баррето[вд])
- «Счастливые игры[вд]» / Onnelliset leikit (Финляндия, реж. Айто Мякинен[вд], Эско Эльстеля[вд])
- «Три шага по земле[вд]» / Trzy kroki po ziemi (ПНР, реж. Ежи Гофман и Эдвард Скужевский[вд])
- «Такой молодой мир[вд]» / Ас-салям аль-валид (Алжир, реж. Жак Шарби[вд])
- «Хижина дяди Тома» / Onkel Toms Hütte (ФРГ, реж. Геза фон Радваньи)
- «4х4» (Дания-Норвегия-Финляндия-Швеция, реж. Палле Кьерульф-Шмидт[вд], Клаус Рифбьерг, Рольф Клеменс[вд], Мауну Куркваара[вд], Ян Труэль) / фильм представлен от Норвегии
- «Штурм дикого кайзера[вд]» / Sturm am Wilden Kaiser (Австрия, реж. Эдуард фон Борсоди[вд])

## Награды
Большой приз
- «Война и мир» (СССР, реж. Сергей Бондарчук)
- «Двадцать часов» (ВНР, реж. Золтан Фабри)

Золотые призы
- «Небо над головой» (Франция, реж. Ив Чампи)
- «Покушение» (ЧССР, реж. Иржи Секвенс)

Специальная золотая премия
- Валерио Дзурлини (фильм «Они шли за солдатами», Италия)

Серебряные премии
- «Три шага по земле» (ПНР, реж. Ежи Гофман и Эдвард Скужевский)
- «Большие гонки» (США, реж. Блейк Эдвардс) — за лучшую кинокомедию[1]

Призы
- Актёр Серго Закариадзе («Отец солдата», СССР)
- Актриса Софи Лорен («Брак по-итальянски», Италия-Франция)
- Режиссёр Ион Попеску-Гопо («Если бы я был белым арапом», СРР)
- Оператор Томислав Пинтер («Прометей с острова Вишевице», СФРЮ)
- «Такой молодой мир» (Алжир, реж. Жак Шарби) — за лучший фильм развивающейся национальной кинематографии[1]
- «Приключения Вернера Хольта» (ГДР, реж. Йоахим Кунерт) — за экранизацию антифашистского романа Дитера Нолля[1]
- «Разрешение на брак» (НРБ, реж. Никола Корабов) — за лучший фильм о молодежи[1]

Специальные дипломы
- Режиссёр Сусуму Хани («Рука об руку» / «Дети, взявшись за руки», Япония)
- Режиссёр Ватрослав Мимица («Прометей с острова Вишевице», СФРЮ)
- Актёр Бурвиль («Разиня», Франция)
- «Летняя война» / Sommerkrig (Дания, реж. Палле Кьерульф-Шмидт и Клаус Рифбьерг) — новелла в фильме «4x4»
- «Привал на болоте» / Uppehall i myrlandet (Швеция, реж. Ян Труэль) — новелла в фильме «4x4»

Дипломы
- Актриса Людмила Савельева («Война и мир», СССР)
- Актриса Джули Кристи («Дорогая», Великобритания)

Премия ФИПРЕССИ
- «Двадцать часов» (ВНР, реж. Золтан Фабри)
- «Двое», короткометражный фильм (СССР, реж. Михаил Богин)

### Короткометражные фильмы
Золотые призы
- «Слеза на лице»[1] (СФРЮ, реж. Степан Занинович)
- «Двое»[1] (СССР, реж. Михаил Богин)

Серебряные призы
- «60 кругов»[1] (Канада)
- «Пастухи из Кауто»[1] (Куба)
- «Нгуен Ван Чой вечно жив» / Anh Nguyễn Văn Trỗi sống mãi (ДРВ, реж. Буй Динь Хак[вд])[2][3]

Призы
- «Осмотр на месте»[1] (ПНР)
- «Месяц доброго солнца»[1] (СССР, реж. Владлен Трошкин)